# KSK Maldegem
Maillots
Dernière mise à jour : 3 août 2017.
Koninklijk Sportkring Voetbal Klub Maldegem est un club de football belge basé à Maldegem. Porteur du matricule 4220, ce club évolue en jaune et rouge. Il évolue en deuxième provinciale lors de la saison 2017-2018. Au cours de son histoire, il a joué 12 saisons dans les séries nationales, dont 8 en Division 3.
Le club tire son appellation K. SVK Maldegem d'une fusion intervenue le 1er juillet 2022, entre le K. SK Maldegem (matricule 4220) et le VK Adegem (matricule 5831) .

## Historique
- 1920 : fondation en 1920 de MELDE FOOTBALL CLUB
- 1921 : affiliation à l'Union Royale Belge des Sociétés de Football Association (URBSFA) de MELDE FOOTBALL CLUB le 06/07/1921
- 1924 : changement de dénomination de MELDE FOOTBALL CLUB en MELDA MALDEGEM le 27/08/1924
- 1926 : le club reçoit le numéro matricule 123
- 1931 : radiation des listes de l'URBSFA le 06/05/1931; affiliation (date inconnue) au Vlaamsche Voetbal Bond où il reçut le numéro matricule 91
- 1944 : sollicitation de (ré)affiliation à l'URBSFA le 01/07/1944
- 1945 : affiliation à l'URBSFA avec la dénomination MELDA'S SPORTKRING MALDEGEM le 19/03/1945; le club reçoit le numéro matricule 4220
- 1960 : changement de dénomination de MELDA'S SPORTKRING MALDEGEM (4220) en SPORTKRING MALDEGEM (4220) le 18/05/1960
- 1996 : après obtention de titre de Société Royale le 26/01/1996, changement de dénomination de SPORTKRING MALDEGEM (4220) en KONINKLIJKE SPORTKRING MALDEGEM (4220) le 01/07/1996
- 2022 : le 01/07/2022, KONINKLIJKE SPORTKRING MALDEGEM (4220) fusionne avec VOETBAL KLUB MALDEGEM (5831) pour former (KONINKLIJKE) SPORTKRING VOETBAL KLUB MALDEGEM (4220).

## Anciens logos

Logo du K. SK Maldegem jusqu'au 01/07/2022

## Résultats dans les divisions nationales
Statistiques mises à jour le 24 juin 2013

### Bilan
| Niv | Divisions     | Jouées | Titres | TM Up | TM Down |
| --- | ------------- | ------ | ------ | ----- | ------- |
| I   | 1re nationale | 0      | 0      |       |         |
| II  | 2e nationale  | 0      | 0      |       |         |
| III | 3e nationale  | 8      | 0      |       |         |
| IV  | 4e nationale  | 4      | 0      | 1     |         |
| V   | 5e nationale  | 0      | 0      |       |         |
|     |               |        |        |       |         |
|     | TOTAUX        | 12     | 0      | 1     | 0       |

- TM Up : test-match pour départager des égalités, ou toutes formes de Barrages ou de Tour final pour une montée éventuelle.
- TM Down : test-match pour départager des égalités, ou toutes formes de Barrages ou de Tour final pour le maintien.

### Classements
| Ordre               | Saison  | Nom du club  | Niveau             | Classement final | Remarques             |
| ------------------- | ------- | ------------ | ------------------ | ---------------- | --------------------- |
| 1                   | 1998-99 | KSK Maldegem | Promotion série A  | 4e/16            | Promu via tour final! |
| 2                   | 1999-00 | KSK Maldegem | Division 3 série A | 10e/16           |                       |
| 3                   | 2000-01 | KSK Maldegem | Division 3 série A | 7e/16            |                       |
| 4                   | 2001-02 | KSK Maldegem | Division 3 série A | 8e/16            |                       |
| 5                   | 2002-03 | KSK Maldegem | Division 3 série A | 9e/16            |                       |
| 6                   | 2003-04 | KSK Maldegem | Division 3 série A | 12e/16           |                       |
| 7                   | 2004-05 | KSK Maldegem | Division 3 série A | 6e/16            |                       |
| 8                   | 2005-06 | KSK Maldegem | Division 3 série A | 13e/16           |                       |
| 9                   | 2006-07 | KSK Maldegem | Division 3 série A | 16e/16           | Relégué!              |
| 10                  | 2007-08 | KSK Maldegem | Promotion série A  | 15e/16           | Relégué!              |
| séries provinciales |         |              |                    |                  |                       |
| 11                  | 2011-12 | KSK Maldegem | Promotion série A  | 10e/16           |                       |
| 12                  | 2012-13 | KSK Maldegem | Promotion série A  | 15e/16           | Relégué!              |
| séries provinciales |         |              |                    |                  |                       |

### Sources et liens externes
- (nl) « Fiche de l'équipe », sur Belgian Soccer Database
- (nl) Site officiel du club